# Сиценко (гмина)
Сиценко (пол. Sicienko) — сельская гмина (волость) в Польше, входит как административная единица в Быдгощский повет, Куявско-Поморское воеводство. Население — 8732 человека (на 2004 год).

## Соседние гмины
1. Гмина Бяле-Блота
2. Быдгощ
3. Гмина Короново
4. Гмина Мроча
5. Гмина Накло-над-Нотецью
6. Гмина Осельско
7. Гмина Сосьно